# Erwin Strittmatter

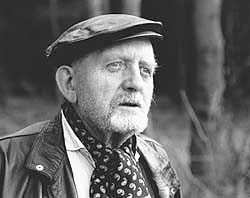
Erwin Strittmatter, 1992

Erwin Strittmatter (* 14. August 1912 in Spremberg; † 31. Januar 1994 in Schulzenhof) war ein deutscher Schriftsteller in der DDR. Er hat durch seine führenden Positionen im Schriftstellerverband und seine Tätigkeit als Inoffizieller Mitarbeiter (IM) aktiv an der Umsetzung der Zensur in der DDR mitgewirkt. Andererseits wurde er mit einigen seiner Bücher auch selbst Opfer der Zensur.

## Leben

### Jugend und erste Tätigkeiten 1912–1941

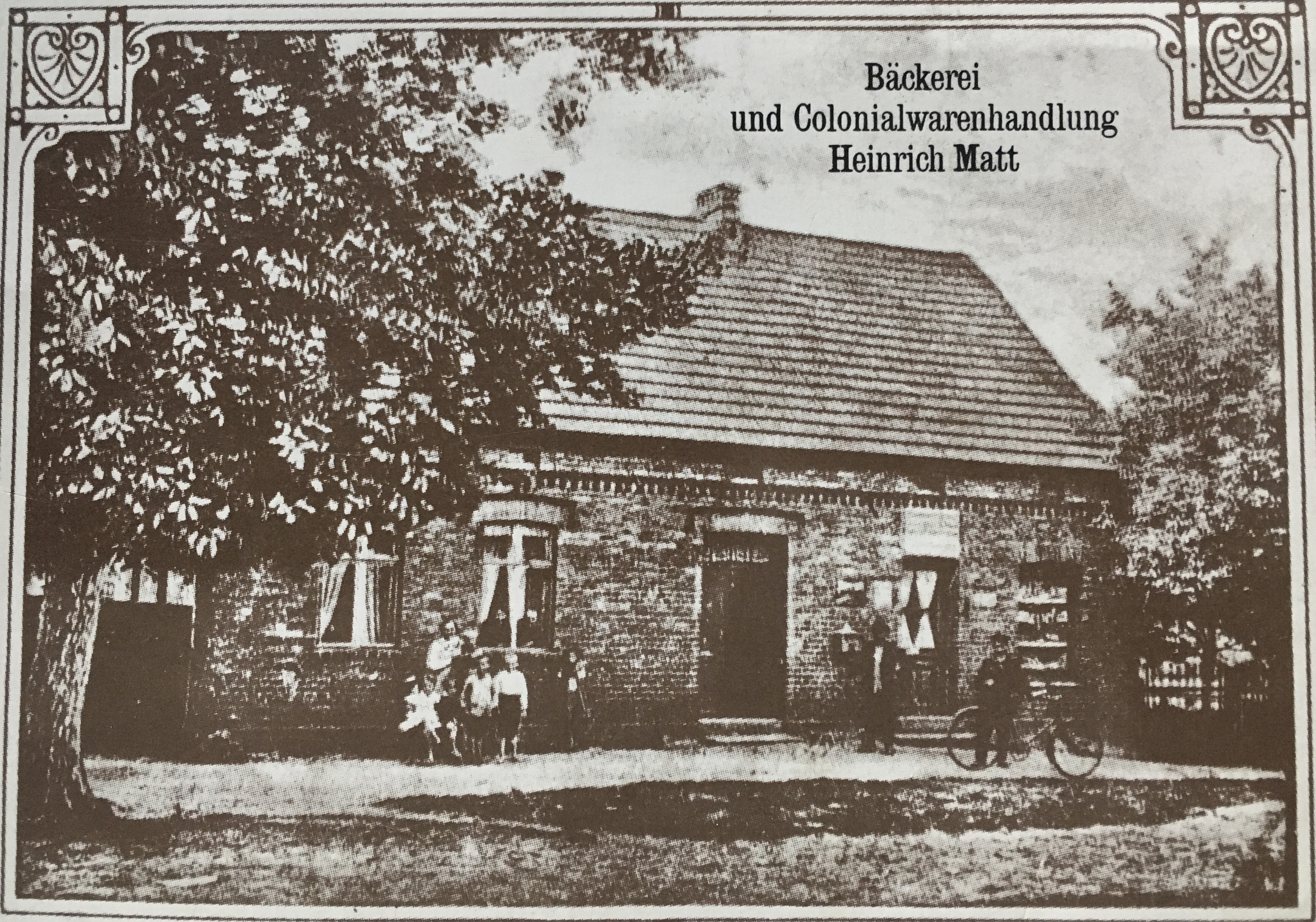
Bäckerei und Colonialwarenhandlung Matt, Bohsdorf

Erwin Strittmatter war eines von fünf Kindern des Bäckers Heinrich Strittmatter (1889–1981), seine Mutter Pauline Helene, geborene Kulka (1889–1968) war sorbischer Herkunft. Die Kindheit verbrachte Erwin Strittmatter ab 1914 in Graustein und ab 1919 in Bohsdorf nahe Spremberg in der Niederlausitz, wohin seine Eltern gezogen waren, um dort eine Kolonialwarenhandlung und Bäckerei zu betreiben. Von 1924 bis 1930 besuchte er das Reform-Realgymnasium in Spremberg, verließ es aber ohne Abschluss.
1930 begann Erwin Strittmatter eine Bäckerlehre im elterlichen Betrieb, sowie danach in Pretzsch. Ab 1932 war er als Bäckergeselle tätig. Ab 1934 war er Tierpfleger im Tierpark Dinslaken, danach Tierwärter, Kellner und Hilfsarbeiter. Von September 1936 bis Mai 1937 arbeitete er auf dem Edelhof der (unverheirateten) Schwestern Hedwig und Elsa Ruetz in Beulwitz bei Saalfeld in Thüringen, wo er in ihrem Auftrag eine Kaninchenzucht einrichtete und auch als ihr Chauffeur arbeitete.
In Herbst 1937 zog Erwin Strittmatter nach Reschwitz südlich von Saalfeld, wo er auf dem Mühlgut Pferde auf ihren Einsatz beim Militär vorbereitete. Hier heiratete er im Dezember 1937 seine erste Frau Waltraud Kaiser. Am 27. März 1938 wurde dort ihr Sohn Ulf geboren.
Am 4. Juni 1937 zog Erwin Strittmatter mit seiner Familie nach Saalfeld. Er war seitdem als Hilfsarbeiter, später als Chemiefacharbeiter in der Thüringischen Zellwolle-AG in Rudolstadt-Schwarza tätig.

### Schutzpolizei 1941–1945
Wie alle Männer der Jahrgänge 1911/12 wurde Erwin Strittmatter kurz nach Beginn des Zweiten Weltkriegs im September/Oktober 1939 als Wehrpflichtiger erfasst und von der Wehrmacht gemustert. Ende Oktober/Anfang November 1939 startete die Ordnungspolizei (=Überbegriff für alle uniformierten Polizeisparten) eine Werbeaktion für noch ungediente Jahrgänge („Willst du zur Schutzpolizei?“), der Dienst in der Schutzpolizei wurde als Wehrdienst anerkannt. Der bereits 27 Jahre alte Strittmatter meldete sich, wurde aber aufgrund des Einspruchs seines Arbeitgebers (noch) nicht freigegeben und arbeitete weiter in der Thüringischen Zellwolle AG in Schwarza. Direkte Aufnahmen in SS-Truppen oder in die Polizei waren kriegsbedingt nicht mehr möglich, die Überprüfung und formelle Unabkömmlichkeits-Beantragung erfolgte über das am 1. Dezember 1939 neu geschaffene und von der Wehrmacht autorisierte „Ergänzungsamt der Waffen-SS“. Dessen Ergänzungsstellen in den Wehrkreisen waren auch für Strittmatters Bewerbung zuständig, im April 1940 wurde er einer „Rassenüberprüfung“ unterzogen, in der Karteikarte sind die Geburtsorte seiner polnisch/sorbischen Großeltern mütterlicherseits eingetragen. Bisher wurde nur diese Karteikarte in Archiven gefunden und verleitete zur Annahme, er hätte sich auch zur Waffen-SS gemeldet. Auch Strittmatter bezieht sich in Briefen vom Frühjahr 1940 nicht nur auf Schutzpolizei/Polizei, sondern auch auf "die Waffen-SS" – verständlich, denn es war Bezeichnung des Ergänzungsamtes, das ab 1940 für Schutzpolizei-Bewerbungen zuständig war. (Die Sammelbezeichnung "Waffen-SS" war lange nur im Ergänzungsbereich in Verwendung und setzte sich erst nach einer Propagandaoffensive zum Jahreswechsel 1940/41 "schleichend" im Sprachgebrauch durch.) Im Frühjahr 1940 erhielt er noch eine Einberufung in eine Kfz-Ersatzeinheit der Wehrmacht – er war da jedoch bereits für die Schutzpolizei vorgemerkt. Auch sein Arbeitgeber Dr. Schieber wollte ihn damals als Werkdichter ködern/fördern und behalten. Über diese Pattstellung berichtet Strittmatter im Mai 1940 seinem Vater:

„Vorige Woche hatte ich endlich einen Einberufungsbefehl zur Kraftfahrerschule nach Rudolstadt. Die Freude war kurz, denn nach drei Tagen musste ich mich auf dem Wehrkreiskommando melden, wo er mir wieder abgenommen wurde. Das hat wieder die Waffen-SS gemacht, zu der ich mich freiwillig gemeldet habe. Bin dort vor drei Wochen auch gemustert und angenommen worden. - Wollte zur Gendarmerie in Polen. Immer, immer schiebt sich das Werk dazwischen.“

Erst im März 1941 kam Erwin Strittmatter mit Einberufungsbefehl seines Wehrkreises in die Schutzpolizei-Nachrichtenschule Eilenburg. Wie bei der Werbung versprochen, wurden die etwas älteren Männer bereits als Wachtmeister aufgenommen, nach einem Jahr Dienst konnten sie zum Oberwachtmeister befördert werden. In Eilenburg erhielt Strittmatter eine knapp halbjährige polizeiliche und vor allem militärische Ausbildung, er war „Schütze 8 der ersten Gruppe des ersten Zuges, der ersten Kompanie“ (Briefzitat). Im Herbst 1941 wurde das Ausbildungsbataillon Eilenburg II zum Polizeibataillon 325 umgewandelt und in die besetzte Oberkrain (gebirgiger Teil Sloweniens) geschickt, um die dort stationierten Polizeieinheiten im Kampf gegen die Partisanengruppen zu verstärken. Für knapp zwei Monate (31. Oktober bis 20. Dezember 1941) kam das Bataillon als Streifen- und Wachdienst nach Krakau, wurde dann aber erneut nach Slowenien zu „Befriedungsaktionen“ gegen Partisanen in die Oberkrain zurückgeholt.
Strittmatter war aufgrund seiner Schreibfähigkeiten ab Frühjahr 1942 auch als einer der Schreiber im Bataillons-Stab in Verwendung. Das Polizeibataillon 325 wurde im Mai 1942 mit zwei weiteren Wachtmeisterbataillonen (Nr. 302, 312) zu einem Polizei-Gebirgsjäger-Regiment zusammengefasst, Strittmatter absolvierte eine Gebirgsjäger-Ausbildung in Reutte/Tirol. Im Frühjahr 1943 erhielten alle 28 Polizeiregimenter einen (nominellen) SS-Zusatz, das Regiment wurde zum SS-Polizei-Gebirgsjäger-Regiment 18 umbenannt. Alle Polizeiregimenter blieben aber weiter Teil der Ordnungspolizei.
Ab 1943 unterstand das Polizeibataillon 325 der Wehrmacht, kam in Karelien/Finnland und ab August 1943 in Griechenland zum Einsatz: Strittmatters Bataillon war zuerst in Mittelgriechenland/Livadia, von Ende Oktober bis Mitte Dezember 1943 auf den griechischen Kykladen-Inseln und ab Januar erneut im Bereich Livadia/Festland stationiert. Einige seiner Kriegsstationen verarbeitete Strittmatter in seinem ersten Band Der Wundertäter (1957) – zudem mit Anspielung auf das Regiment/„Stube 18“; es meldeten sich in der Folge Ex-Kollegen aus der DDR bei dem damals bereits bekannten Schriftsteller. Strittmatter karikierte in Teil II seines Schelmenromans die vorgesetzten "Führer", schrieb über Bereicherungen und Korruption, über passive Sabotage und erfolgreiche Desertationen.
Im Juli 1944 wurde er zur Film- und Bildstelle des Hauptamtes der Ordnungspolizei nach Berlin-Spandau versetzt und entkam damit dem verlustreichen Rückzug über den Balkan.
Als seine Dienststelle im März 1945 von Berlin nach Süden ausgelagert wurde, fand er und ein weiterer Kriegsberichterstatter bei der Bauersfamilie Sauheitel in Wallern in Böhmen Unterschlupf, sie blieben dort bis Kriegsende. Im Mai wurde er von der US Army verhört und als Zivilist entlassen.

### Tätigkeiten 1945–1951
Im Juni kehrte Erwin Strittmatter nach Saalfeld zurück und arbeitete auf dem Obstgut Gehlen als Hilfsarbeiter. Ab Dezember 1945 arbeitete er wieder in der Bäckerei des Vaters in Bohsdorf in der Niederlausitz. 1946 trat er dem Schutzverband deutscher Schriftsteller (dem späteren Schriftstellerverband der DDR) bei. Im Juni 1947 wurde Erwin Strittmatter Neusiedler, erhielt also im Zuge der Bodenreform einige landwirtschaftliche Flächen. Zugleich wurden ihm die Funktionen als Amtsvorsteher und Standesbeamter in Bohsdorf und einigen Nachbardörfern übertragen, allerdings nur bis Dezember 1947. Auch im Jahr 1947 trat er der SED bei, besuchte die Kreisparteischule in Hoyerswerda und wurde Lokalredakteur der Märkischen Volksstimme für die Kreise Calau und Senftenberg. 1950 besuchte er einen Sonderlehrgang für Kulturredakteure an der Parteihochschule.

### Freischaffender Schriftsteller ab 1951

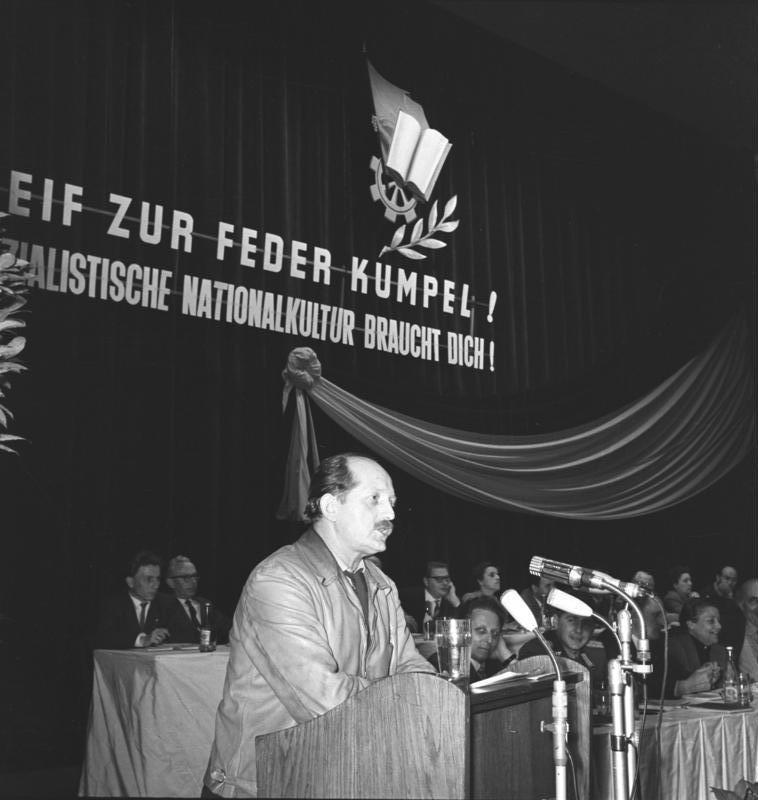
Erwin Strittmatter auf der 1. Bitterfelder Konferenz, 24. April 1959

Ab 1951 war Erwin Strittmatter als freischaffender Schriftsteller tätig. 1954 zog er nach Schulzenhof im Ruppiner Land, wo er bis zu seinem Tod lebte. 1956 heiratete er seine dritte Ehefrau Eva.

### Mitgliedschaften und Funktionen
- SPD, um 1933
- Schutzverband deutscher Schriftsteller, dann Deutscher Schriftstellerverband, dann Schriftstellerverband der DDR, 1946–1990; 3. Sekretär 1958–1959, 1. Sekretär 1959–1961, Stellvertretender Vorsitzender 1969–1983, Mitglied des Präsidiums –1978
- SED, 1947–1990
- Kulturbund, seit 1948
- Deutsches PEN-Zentrum Ost und West, dann PEN-Zentrum der DDR 1953–1991
- Ministerium für Staatssicherheit, KP 1958–1959, GI „Dollgow“ 1959–1964
- Deutsche Akademie der Künste, dann Akademie der Künste der DDR, seit 1959

## Schriftstellerisches Wirken
Im Jahr 1950 erschien sein Erstlingswerk Ochsenkutscher. Bis 1953 arbeitete Strittmatter als Assistent bei Bertolt Brecht am Berliner Ensemble. 1963 erschien Ole Bienkopp; dieser Roman wurde zu einem der meistgelesenen Bücher der DDR. Er wurde von der offiziellen DDR-Literaturkritik zum Teil scharf angegriffen, 1964 trotzdem mit dem Nationalpreis ausgezeichnet.
Von 1963 beschäftigte sich Strittmatter neun Jahre lang mit Kurzprosa. Man bezeichnet diese Phase, die 1972 mit Wie ich meinen Großvater kennenlernte ihr Ende fand, bisweilen als sein novellistisches Jahrzehnt.
Die Romantrilogie Der Wundertäter erschien im Zeitraum 1957–1980. Sie schildert – so der Aufbau Verlag – „den dornenreichen Weg eines Bäckergesellen zum Schriftsteller (...) Der letzte Band konnte erst nach einem langen Kampf mit der DDR-Zensur erscheinen.“
Strittmatter schrieb auch nach der politischen Wende 1989/1990 intensiv weiter. Es entstand neben anderen Arbeiten 1992 der letzte Teil der Romantrilogie Der Laden. Mit diesem autobiografischen Roman setzt er der kulturellen Symbiose von Deutschen und Sorben ein Denkmal. Dabei schildert er die Diskreditierung der Sorben durch die Deutschen sehr plastisch. Der Stadt Spremberg und dem Dorf Bohsdorf hinterließ er mit Der Laden ein zeithistorisches Bild von den 1920er Jahren bis in die Nachkriegszeit. Wie auch in seinen anderen Werken setzte er sich mit der Entwicklung des Lebens auf dem Lande im Osten Deutschlands sowie mit der sorbischen Problematik in der Niederlausitz auseinander. Die Trilogie wurde 1998 verfilmt. Strittmatter hatte noch selbst den Regisseur Jo Baier zum Verfilmen angeregt.
Strittmatters verfasste Werke wurden in rund 40 Sprachen übersetzt.

## Positionierungen in der DDR

### Politische Positionierungen

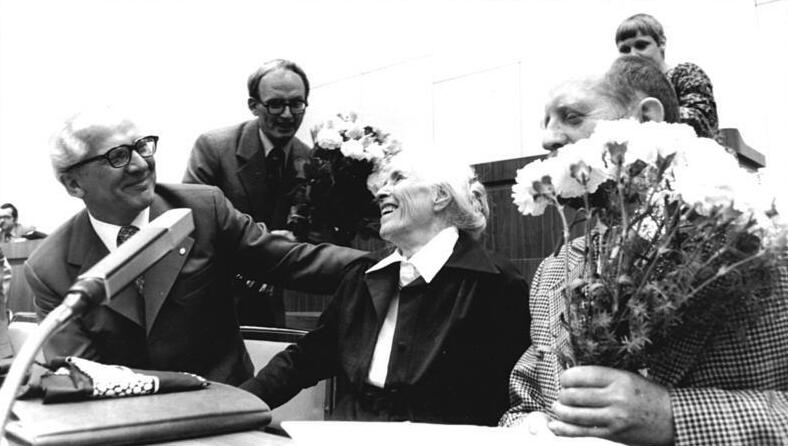
Erwin Strittmatter (rechts) im Präsidium des VIII. Schriftstellerkongresses neben Anna Seghers und Erich Honecker

Erwin Strittmatter war Mitglied der SED von 1947 bis 1990. Es gab keine öffentlich Äußerung von ihm gegen die Politik der DDR.
Erwin Strittmatter schrieb ab 1947 für SED-Zeitungen. Am 18. Juni 1953 beschrieb er die Demonstrationen in der Stalinallee für das Neue Deutschland, was aber nicht veröffentlicht wurde. 1956 begrüßte er die Niederschlagung des Aufstands in Ungarn, ebenso die Verhaftung von Walter Janka. Er äußerte sich nicht zur Verurteilung seines Freundes Erich Loest. Im Schriftstellerverband der DDR nahm er führende Positionen ein. Von 1958 bis 1969 war er Inoffizieller Mitarbeiter (IM) des Ministeriums für Staatssicherheit. und berichtete unter anderem über einen Besuch von Günter Grass bei ihm kurz nach dem Mauerbau 1961. Es sind bisher acht schriftliche Berichte für das MfS bekannt. 1959 nahm er an der Bitterfelder Konferenz teil.
1976 befürwortete Erwin Strittmatter intern den Ausschluss von Reiner Kunze aus dem Schriftstellerverband.
Zur Ausbürgerung Wolf Biermanns und weiteren Maßnahmen gegen Schriftsteller in demselben Jahr äußerte er sich nicht öffentlich zustimmend, da er negative Folgen für sein Ansehen befürchtete. In einem weiteren informellen Gespräch forderte er eine klarere Positionierung der DDR-Verantwortlichen gegenüber kritischen Schriftstellern. 1979 schwieg er zum Ausschluss von neun weiteren Schriftstellern aus dem Schriftstellerverband. Erwin Strittmatter nahm nicht an der Großdemonstration der Künstler am 4. November 1989 teil und engagierte sich in dieser Zeit auch nicht in anderer Form.
Er trat 1990 aus der SED aus.
Seine persönlichen Zweifel an einigen Erscheinungen in der DDR wurden nicht öffentlich sichtbar. Für seinen Roman Ole Bienkopp von 1963 musste er zunächst einige Kritik von SED-Funktionären einstecken, das Buch wurde dann aber Schullektüre. Auch musste er vor der Veröffentlichung des dritten Bandes von Der Wundertäter eine Szene abmildern. Erwin Strittmatter wurde in den 1980er Jahren auch von der Staatssicherheit beobachtet, es ist aber kein Operativer Vorgang (OV) über ihn bekannt.

### Verschweigen seiner Tätigkeit bei der Ordnungspolizei
Erwin Strittmatter gab seine Angehörigkeit zum Polizeibataillon 325 mehrfach gegenüber DDR-Stellen/Fragebögen an (1949, 1958, 1959). In offiziellen DDR-Biografien wurde er immer als „Soldat“ bezeichnet, Strittmatter beeinspruchte diese Zuschreibung nie. Seit seiner Musterung hatte er einen Wehrpass, als verspätete Folge seiner Bewerbung zur Schutzpolizei im Oktober 1939 erhielt Strittmatter Anfang 1941 den Einberufungsbefehl in die Polizeikaserne Hellerau, ausgestellt vom Kommandeur des für ihn zuständigen Wehrbezirkes, sein Dienst in der Schutzpolizei/Ordnungspolizei war rechtlich abgesicherter Ersatz für den Wehrdienst – all das war den DDR-Behörden bekannt. Bereits Ende der 50er Jahre stellten Schriftstellerkollegen seine Kriegsvergangenheit in Frage, man munkelte, er sei bei der Feldgendarmerie gewesen. Darauf ging Strittmatter in seinem "Nachtrag zu meinem Fragebogen/Erläuterungen zu meinem Militärverhältnis" ein, mit dem er versuchte, seine Bestellung zum 1. Sekretär des Schriftstellerverbandes abzuwehren: "Meine Zugehörigkeit zu einem Nazi-Polizei-Bataillon wird (besonders auf diesem exponierten Posten) immer eine willkommene Angriffsfläche bieten."
Öffentlich thematisiert wurde die Zugehörigkeit Strittmatters zur Ordnungspolizei erst 2008. Der Literaturwissenschaftler Werner Liersch löste mit seinem Artikel in der Frankfurter Allgemeinen Sonntagszeitung großes Medienecho aus, als er auf Strittmatters bis dahin nie hinterfragte Kriegsbeteiligung hinwies und zudem vermittelte, Strittmatter habe eine SS-Vergangenheit. Liersch war kein Historiker, er meinte, Strittmatter habe bereits bewusst falsche Angaben gemacht, als er Schutzpolizei anstelle von Ordnungspolizei angegeben habe – Ordnungspolizei war ab 1936 jedoch nur der Oberbegriff aller uniformierten Polizeisparten inkl. der Schutzpolizei.

## Familie und Freundeskreis

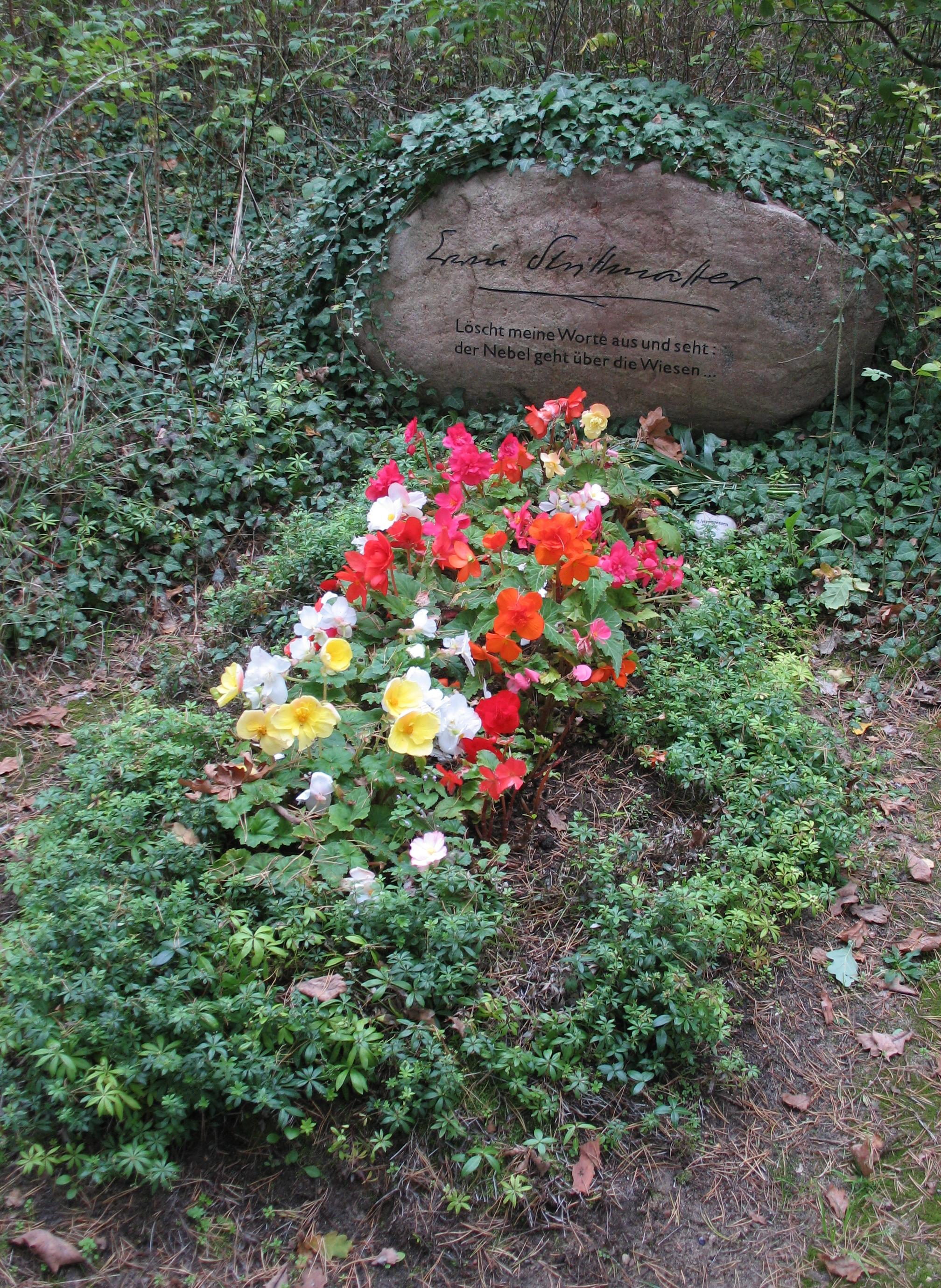
Grab in Schulzenhof

Erwin Strittmatter war dreimal verheiratet. 1937 heiratete er Waltraud Kaiser, sie hatten die Söhne Ulf (* 1938) und Knut (* 1939). Aus seiner zweiten Ehe stammen die Söhne Thomas (nicht zu verwechseln mit dem gleichnamigen Dramatiker) und Uwe. Von diesen vier Söhnen aus seinen beiden ersten Ehen wuchsen drei nicht bei ihm in Schulzenhof auf, mit Ausnahme von Knut, der nach der Trennung der Eltern beim Vater blieb. Ab 1956 war Erwin Strittmatter in dritter Ehe mit der Dichterin Eva Strittmatter (1930–2011) verheiratet. Sie lebte mit ihm ab 1957 in Schulzenhof. Mit Knut und Ilja (* 1951), den Eva mit in die Ehe brachte, zogen sie dort fünf Söhne auf, davon drei gemeinsame – Erwin Berner (1953–2023), Matthes (Matti, 1958–1994) und Jakob Strittmatter.
Die Journalistin Judka Strittmatter (* 1966), Tochter von Knut Strittmatter, ist eine Enkelin.
Zum Freundeskreis der Strittmatters gehörten unter anderem die bekannten Schriftsteller Halldór Laxness und Lew Kopelew, der Staudenzüchter Karl Foerster und der Maler Hubertus Giebe.
Erwin Strittmatter wurde in Schulzenhof beigesetzt. Eva Strittmatter wurde an seiner Seite bestattet. Ihre Grabstelle liegt gegenüber dem Grab von Sohn Matti.

## Auszeichnungen
- 1953 Nationalpreis der DDR für Kunst und Literatur III. Klasse für das Theaterstück Katzgraben
- 1955 Nationalpreis der DDR III. Klasse für den Jugendroman Tinko
- 1958 Preis beim Preisausschreiben für Kinder- und Jugendliteratur des Ministeriums für Kultur der DDR für das Kinderbuch Pony Pedro
- 1959 Vaterländischer Verdienstorden der DDR in Silber
- 1961 Lessing-Preis der DDR.
- 1964 Nationalpreis der DDR III. Klasse für den Roman Ole Bienkopp
- 1966 Theodor-Fontane-Preis des Bezirks Potsdam
- 1970 Johannes-R.-Becher-Medaille der DDR
- 1972 Orden „Banner der Arbeit“ der DDR
- 1974 Karl-Marx-Orden der DDR
- 1975 Kunstpreis des FDGB
- 1976 Nationalpreis der DDR I. Klasse für das Gesamtwerk
- 1978 Kunstpreis des FDGB
- 1982 Vaterländischer Verdienstorden in Gold
- 1984 Nationalpreis der DDR I. Klasse für das Gesamtwerk
- 1986 Bei der erstmaligen Verleihung des Kunstpreises der VdgB am 16. Mai 1986 wurde unter anderen auch Strittmatter ausgezeichnet.
- 1987 Ehrendoktor der Agrarwissenschaften (Dr. agr. h. c.) der Hochschule für Landwirtschaftliche Produktionsgenossenschaften Meißen (27. August 1987); Held der Arbeit; Ehrenbürger von Dollgow
- 1988 Ehrenbürger von Spremberg

## Ehrungen und Widerstände

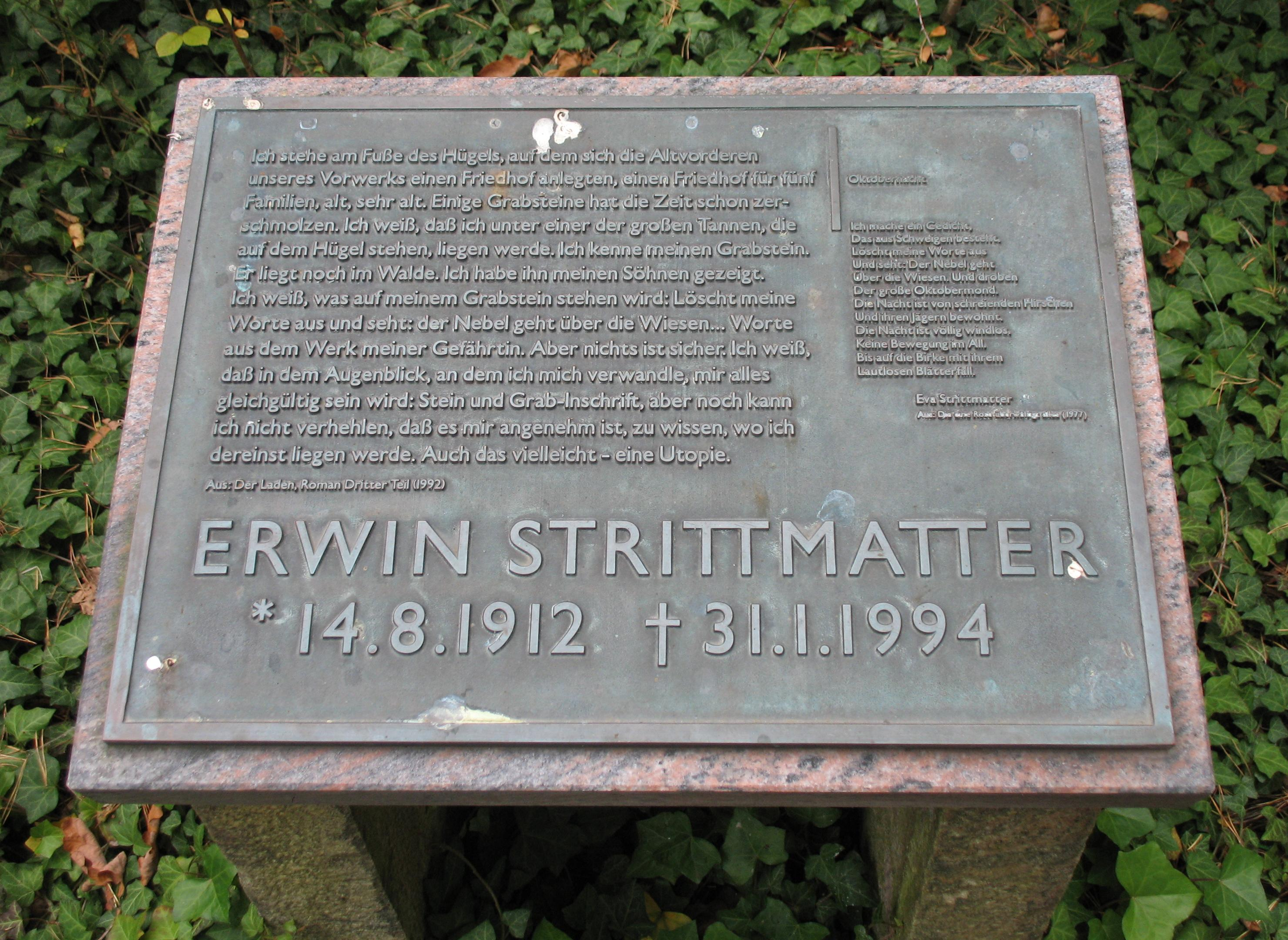
Gedenktafel

Im Jahr 1994 stiftete das Ministerium für Ländliche Entwicklung, Umwelt und Verbraucherschutz des Landes Brandenburg den „Erwin-Strittmatter-Preis“. Wegen der von Strittmatter zeit seines Lebens verschwiegenen Zugehörigkeit zur nationalsozialistischen Ordnungspolizei verzichtete die brandenburgische Regierung auf den Namen Strittmatters für den Preis und verleiht ihn seit 2008 als Brandenburgischen Literaturpreis Umwelt.
Am 23. Januar 1996 wurde das Spremberger Gymnasium durch den Landrat des Spree-Neiße-Kreises Dieter Friese in Erwin-Strittmatter-Gymnasium umbenannt. Die Umbenennung war umstritten, weil Strittmatter die Schule voller Hass auf diese verlassen hatte. Eva Strittmatter befürwortete die Namensänderung. Des Weiteren wurde am 30. Mai 2005 das Gymnasium Gransee nach ihm und seiner Frau in Strittmatter-Gymnasium umbenannt.
Am 23. Januar 2012 beschloss die Stadtverordnetenversammlung der Stadt Spremberg, deren Ehrenbürger Erwin Strittmatter seit 1988 ist, aus Anlass seines 100. Geburtstages im August 2012 keine offizielle Ehrung bzw. Würdigung vorzunehmen. Grund dafür war wiederum seine Mitgliedschaft in der Ordnungspolizei. Als weiterer Grund wurden seine Zuarbeiten für das Ministerium für Staatssicherheit angeführt.

## Darstellung Strittmatters und seines Werks in der bildenden Kunst der DDR
- Harald Kretzschmar: Erwin Strittmatter (Porträt-Karikatur, Zeichnung, 1965/67)[40]
- Christa und Günter Hoffmann: 30 Gobelins zum Werk Strittmatters und seiner Frau[41]
- Karl-Hermann Roehricht: Porträt Erwin Strittmatter (Mischtechnik, 1976)

## Werke
- Ochsenkutscher. Roman. Märkische Druck- und Verlagsgesellschaft, Potsdam 1950, DNB 576577782 (323 S.).
- Eine Mauer fällt. Erzählungen. Aufbau Verlag, Ost-Berlin 1953, DNB 454934408 (190 S.).
- Tinko. Illustrationen von Karl von Appen. Kinderbuchverlag, Ost-Berlin 1954, DNB 576577812 (387 S.).
- Katzgraben. Szenen aus dem Bauernleben. Aufbau Verlag, Ost-Berlin 1954, DNB 454934378 (119 S.).
- Paul und die Dame Daniel. Eine Liebesgeschichte. Illustrationen von Hans Baltzer. Das Neue Berlin, Ost-Berlin 1956, DNB 576577790 (147 S.).[42]
- Der Wundertäter. Roman. Aufbau Verlag, Ost-Berlin 1957, DNB 454934505 (529 S.).
- Pony Pedro. Illustrationen von Hans Baltzer. Kinderbuchverlag, Ost-Berlin 1959, DNB 454934440 (158 S.).
- Die Holländerbraut. Schauspiel in 5 Akten. Aufbau Verlag, Ost-Berlin 1961, DNB 454934351 (88 S.).
- Ole Bienkopp. Roman. Aufbau Verlag, Ost-Berlin 1963, DNB 454934297 (427 S.).
- Schulzenhofer Kramkalender. Aufbau Verlag, Ost-Berlin/Weimar 1966, DNB 458269662 (313 S.).
- Ein Dienstag im September. 16 Romane im Stenogramm. Aufbau Verlag, Ost-Berlin/Weimar 1969, DNB 458269603 (277 S.).
- ¾hundert Kleingeschichten. Illustrationen von Hans Baltzer. Kinderbuchverlag, Ost-Berlin 1971, DNB 740276735 (146 S.).
- Die blaue Nachtigall oder Der Anfang von etwas. Aufbau Verlag, Ost-Berlin/Weimar 1972, DNB 576577766 (139 S.).
- Damals auf der Farm. Und andere Geschichten. Auswahl und Nachwort von Günter Schubert (= Reclams Universal-Bibliothek. Nr. 583). Reclam Verlag, Leipzig 1974, DNB 200136860 (299 S.).
- Sulamith Mingedö, der Doktor und die Laus. Geschichten vom Schreiben. Illustrationen von Hubertus Giebe. Aufbau Verlag, Ost-Berlin/Weimar 1977, DNB 780046722 (88 S.).
- Meine Freundin Tina Babe. 3 Nachtigall-Geschichten. Aufbau Verlag, Ost-Berlin/Weimar 1977, DNB 780031938 (175 S.).
- Die alte Hofpumpe. Illustrationen von Albrecht von Bodecker. Kinderbuchverlag, Ost-Berlin 1979, DNB 800342623 (16 S.).
- Selbstermunterungen. Aufbau Verlag, Ost-Berlin/Weimar 1981, DNB 203361148 (121 S.).
- Zirkus Wind. Bilder von Ruth Mossner. Reclam Verlag, Leipzig 1982, DNB 821250590 (66 S.).
- Wahre Geschichten aller Ard(t). Aus Tagebüchern. Nachwort von Eva Strittmatter. Aufbau Verlag, Ost-Berlin/Weimar 1982, DNB 821126326 (211 S.).
- Als ich noch Pferderäuber war. Geschichten (= Sammlung Luchterhand. Nr. 441). Luchterhand Literaturverlag, Darmstadt/Neuwied 1982, ISBN 3-472-61441-2 (160 S.).
- Der Laden. Roman. Aufbau Verlag, Ost-Berlin/Weimar 1983, DNB 204228387 (535 S.).
- Ponyweihnacht. Illustrationen von Gerhard Lahr. Kinderbuchverlag, Ost-Berlin 1984, DNB 860084116 (24 S.).
- Grüner Juni. Eine Nachtigall-Geschichte. Aufbau Verlag, Ost-Berlin/Weimar 1985, DNB 850908949 (165 S.).
- Nachtigall-Geschichten (= Reclams Universal-Bibliothek. Nr. 1189). Reclam Verlag, Leipzig 1987, ISBN 3-379-00095-7 (331 S.).
- Lebenszeit. Ein Brevier. Ausgewählt von Helga Pankoke. Aufbau Verlag, Ost-Berlin/Weimar 1987, ISBN 3-351-00629-2 (191 S.).
- Die Lage in den Lüften. Aus Tagebüchern. Aufbau Verlag, Ost-Berlin/Weimar 1990, ISBN 3-351-01816-9 (267 S.).
- Büdner und der Meisterfaun. Roman. Kiepenheuer & Witsch, Köln 1990, ISBN 3-462-02040-4 (582 S.).
- Flikka. Eine Geschichte. Aufbau Verlag, Berlin/Weimar 1992, ISBN 3-351-02220-4 (45 S.).
- Nur, was ich weiß und fühle. Gespräch mit Alexander U. Martens in der Reihe „Zeugen des Jahrhunderts“. Hrsg.: Ingo Hermann. Lamuv Verlag, Göttingen 1994, ISBN 3-88977-395-8 (127 S.).

### Postume Veröffentlichungen
- Vor der Verwandlung. Aufzeichnungen. Hrsg.: Eva Strittmatter. Aufbau Verlag, Berlin 1995, ISBN 3-351-03002-9 (173 S.).
- Wie ich meinen Großvater kennenlernte. Die schönsten Geschichten. Geleitwort von Lew Kopelew. Aufbau Verlag, Berlin 1996, ISBN 3-351-03003-7 (270 S.).
- Weihnachten mit Strittmatter. Hrsg.: Reinhard Rohn. Aufbau Verlag, Berlin 2000, ISBN 3-351-02907-1 (109 S.).
- Erster Kuckucksruf. Frühlingsgeschichten. Auswahl von Franziska Günther-Herold. Aufbau Taschenbuch, Berlin 2000, ISBN 3-7466-1681-6 (127 S.).
- Du liebes Grün. Ein Garten- und Jahreszeitenbuch. Mit Eva Strittmatter. Aufbau Verlag, Berlin 2000, ISBN 3-351-02879-2 (157 S.).
- Der Weihnachtsmann in der Lumpenkiste. Illustrationen von Peter Ensikat. Hrsg.: Ute Blaich. Aufbau Verlag, Berlin 2001, ISBN 3-351-04020-2 (31 S.).
- Wie der Regen mit dem See redet. Das große Erwin-Strittmatter-Buch. Hrsg.: Klaus Walther. Aufbau Taschenbuch, Berlin 2002, ISBN 3-7466-5434-3 (425 S.).
- Geschichten ohne Heimat. Hrsg.: Eva Strittmatter. Aufbau Verlag, Berlin 2002, ISBN 3-351-02953-5 (239 S.).
- Kalender ohne Anfang und Ende. Notizen aus Piešt'any. Hrsg. und Nachwort von Eva Strittmatter. Aufbau Verlag, Berlin 2003, ISBN 3-351-03004-5 (239 S.).
- Zeitchen vergeht … Briefe Erwin Strittmatters der Jahre 1950 bis 1991 nach Bohsdorf. Holzschnitte von Lothar Sell. Erwin-Strittmatter-Verein, Bohsdorf 2012, ISBN 978-3-00-033105-3 (58 S.).
- Nachrichten aus meinem Leben. Aus den Tagebüchern 1954–1973. Hrsg.: Almut Giesecke. Aufbau Verlag, Berlin 2012, ISBN 978-3-351-03392-7 (601 S.).
- Der Zustand meiner Welt. Aus den Tagebüchern 1974–1994. Hrsg.: Almut Giesecke. Aufbau Verlag, Berlin 2014, ISBN 978-3-351-03289-0 (623 S.).
- Du bist mein zweites Ich. Der Briefwechsel. Mit Eva Strittmatter. Hrsg.: Erwin Berner, Ingrid Kirschey-Feix. Aufbau Verlag, Berlin 2018, ISBN 978-3-351-03765-9 (377 S.).

## Hörbücher
- Erwin Strittmatter: Ausschnitte aus seinem Roman Ole Bienkopp. 1 LP. Deutsche Schallplatten, Ost-Berlin 1965, DNB 920478247.
- Erwin Geschonneck: Pony Pedro. 1 LP. Deutsche Schallplatten, Berlin 1966 (Aufnahme von 1964).
- Erwin Strittmatter: Wie ich meinen Großvater kennenlernte. 1 LP. Deutsche Schallplatten, Ost-Berlin 1976, DNB 800238834.
- Erwin Strittmatter: Der Laden. 1 LP. Deutsche Schallplatten, Ost-Berlin 1987, DNB 901141232.
- Manfred Steffen: Vor der Verwandlung. Gekürzte Hörbuchfassung. 3 CDs. MDR/Der Audio Verlag, Berlin 2002, ISBN 3-89813-197-1.
- Erwin Strittmatter: Der Laden. 6 CDs. Deutsches Rundfunkarchiv/Der Audio Verlag, Berlin 2004, ISBN 3-89813-294-3.
- Erwin Geschonneck: Pony Pedro. Lesung für Kinder ab 6. 1 CD. Der Audio Verlag, Berlin 2009, ISBN 978-3-89813-867-3 (Aufnahme von 1964).